# Troyon
Troyon település Franciaországban, Meuse megyében. Lakosainak száma 231 fő (2022. január 1.). Troyon Woimbey, Ambly-sur-Meuse, Bouquemont, Lacroix-sur-Meuse, Ranzières, Tilly-sur-Meuse és Vaux-lès-Palameix községekkel határos.

## Népesség
A település népessége az elmúlt években az alábbi módon változott:
| Lakosok száma | 290  | 201  | 187  | 215  | 258  | 263  | 263  | 244  | 235  | 231  |
|               | 1968 | 1982 | 1990 | 2006 | 2013 | 2015 | 2017 | 2019 | 2020 | 2022 |